# Tetragonula minor
Tetragonula minor är en biart som först beskrevs av Sakagami 1978.  Tetragonula minor ingår i släktet Tetragonula, och familjen långtungebin. Inga underarter finns listade.

## Utseende
Ett påtagligt litet bi, med en kroppslängd på drygt 3 mm och en vinglängd på knappt 4. Färgen är övervägande svartaktig, även om antennerna till största delen är brunorange.

## Taxonomi
Senare forskning (2007, 2010) har konstaterat en nära släktskap mellan i första hand Tetragonula pagdeni och Tetragonula iridipennis, men även Tetragonula minor och Tetragonula clypearis, men något definitivt resultat om deras (inbördes) taxonomiska ställning har ännu inte (2013) framkommit. Tetragonula minor är emellertid den klart minsta av arterna ifråga.

## Ekologi
Släktet Tetragonula tillhör de gaddlösa bina, ett tribus (Meliponini) av sociala bin som saknar fungerande gadd. De har dock kraftiga käkar, och kan bitas ordentligt. Boet skyddas aggressivt av arbetarna.

## Utbredning
Tetragonula minor har påträffats i Thailand och Malaysia